# Les Aventures de Marco Polo
 (septembre 2021).
Si vous disposez d'ouvrages ou d'articles de référence ou si vous connaissez des sites web de qualité traitant du thème abordé ici, merci de compléter l'article en donnant les références utiles à sa vérifiabilité et en les liant à la section « Notes et références ».
Pour plus de détails, voir Fiche technique et Distribution.
Les Aventures de Marco Polo (titre original : The Adventures of Marco Polo) est un film américain réalisé par Archie Mayo, sorti en 1938.

## Synopsis
Au XIIIe siècle, l'historique et prodigieux voyage en Asie du marchand Vénitien Marco Polo. De sa découverte de produits qu'il importera en Italie (dont les fameuses nouilles et la poudre à canon utilisée comme feu d'artifice), sa rencontre avec l'empereur Kubilai Khan et ses amours avec la fille de celui-ci, la princesse Kukachin, ses affrontements puis son alliance avec les Mongols, son combat avec Ahmed, le conseiller Babylonien fourbe de Kublai Khan dont il empêchera l'usurpation du trône, jusqu'à devenir l'homme de confiance de l'empereur.
Le cruel et manipulateur Ahmed veut devenir empereur à la place de l'empereur et il envoie aussi des espions dans l'empire voisin de Kaidu, dont Marco Polo pour qu'il soit tué. L'empereur n'est pas tué non plus,  et il revient avec seulement une centaine d'hommes, son armée ayant périe noyée par les typhons en grande partie, et aussi par sa défaite contre les samouraïs Japonais.
Marco Polo séduit l'épouse de Kaidu qui est jalouse car son époux veut séduire des jeunes filles choisies dans tout le pays comme servantes. Marco Polo devient ami de Kaidu qui lui dit d'envahir le royaume de Kubilai Khan dont il lui ouvrira les portes infranchissables qu'il fermera ensuite avec le pont levis, de telle manière que l'armée de Kaidu pourra ensuite facilement assiéger l'armée d'Ahmed sortie dehors avant pour se défendre contre Kaidu et  dont les archers sont sur les murailles de la ville.
Ahmed a dit avant à la princesse Kukachin qu'il l'épousera tout de suite quand il aura pris la place de son père, mais elle est aimée de Marco Polo qui l'a séduite et qi l'aime en lui apprenant un baiser bien partagé également par elle.
Ahmed est chassé par une trainée de poudre à canon et il est séparé de la princesse fille de l'empereur par Marco Polo. Ahmed est ensuite destitué de son rôle d'homme de confiance par l'empereur rescapé.
La princesse devait épousée le roi de Perse depuis son enfance, mais Marco Polo revenu l'a sauvée d'Ahmed qui est rejeté comme conseiller de l'empereur. Marco Polo dit enfin à la princesse qu'il l'épousera en premier avec son accord et celui de son père, et que le roi de Perse à bien le temps d'attendre.

## Fiche technique
- Titre : Les Aventures de Marco Polo
- Titre original : The Adventures of Marco Polo
- Réalisation : Archie Mayo
- Scénario : Robert E. Sherwood d’après une histoire de N.A. Pogson
- Musique : Hugo Friedhofer, Alfred Newman (non crédité)
- Photographie : Rudolph Maté, Archie Stout
- Son : Oscar Lagerstrom, Thomas T. Moulton (non crédité)
- Montage : Fred Allen
- Direction artistique : Richard Day
- Décors : Richard Day, Julia Heron
- Costumes : Omar Kiam, Marjorie Best
- Effets spéciaux : James Basevi
- Pays d'origine :  États-Unis
- Tournage : 
  - Langue : anglais
  - Extérieurs en Californie : Alabama Hills (Lone Pine), Ranch Iverson (Chatsworth, Los Angeles), Lake Malibu, Paramount Ranch, Agoura, Vasquez Rocks, (Agua Dulce)
- Producteur : Samuel Goldwyn
- Société de production : The Samuel Goldwyn Company
- Société de distribution : United Artists
- Durée : 104 minutes
- Genre : film d'aventure, film biographique, film historique
- Format : noir et blanc téinté sépia (Sepiatone) — 35 mm — 1.37:1 — son monophonique (Western Electric Mirrophonic Recording)
- Date de sortie : 
  - États-Unis : 7 avril 1938

## Distribution
- Gary Cooper (V.F : Marc Valbel)  : Marco Polo
- Sigrid Gurie : Princesse Kukachin
- Basil Rathbone : Ahmed
- George Barbier : Kublai Khan
- Binnie Barnes (V.F : Lucienne Givry) : Nazama
- Ernest Truex : Binguccio
- Alan Hale : Kaidu
- H. B. Warner : Chen Tsu
- Robert Greig (V.F : Alfred Argus) : le chambellan
- Ferdinand Gottschalk : Ambassadeur de Perse
- Henry Kolker (V.F : Jean Gaudray) : Niccolo Polo
- Lotus Liu : Visakha
- Stanley Fields  (V.F : Marcel Raine)  : Bayan
- Harold Huber : Toctai
- Lana Turner : une serveuse de Nazama

Et, parmi les acteurs non crédités :
- Ward Bond : un garde mongol
- Granville Bates, Theodore von Eltz : des hommes d'affaires vénitiens
- Jason Robards Sr. : un messager
- Soo Yong : la femme de Chen Tsu

## À noter
- Le tournage eut lieu du 15 juin à début septembre 1937.
- Tournage en extérieurs à Malibu Lake
- Binnie Barnes remplaça Verree Teasdale, initialement prévue. De même Basil Rathbone a remplacé John Carradine
- Le tournage commença le 15 juin 1937 sous la direction de John Cromwell qui fut renvoyé pour avoir donné un ton trop ironique à l'histoire. Samuel Goldwyn cherche à le faire remplacer par William Wyler qui refuse. Archie Mayo accepte de réaliser le film.
- John Ford a dirigé la séquence du blizzard et la traversée de l'Himalaya : « J'ai travaillé pendant six jours et tourné avec Gary Cooper. Je n'ai pas été payé pour cela. »[1]